# Respiració de Cheyne-Stokes
La respiració de Cheyne-Stokes és un patró de respiració anormal caracteritzat per l'alternança d'una respiració cada vegada més profund i més ràpida, seguit d'un descens gradual de la profunditat i rapidesa, fins a una parada temporal de la respiració (apnea). El patró es repeteix, on cada cicle, generalment, dura entre 30 segons a 2 minuts. Dit d'altra manera, es tracta d'una oscil·lació de la ventilació entre l'apnea i la hiperpnea amb un patró crescendo-diminuendo, i s'associa amb el canvi de sèrum pressions parcials d'oxigen i diòxid de carboni.
Es pot observar en pacients amb insuficiència cardíaca, accidents cerebrovasculars, lesions cerebrals traumàtiques i tumors cerebrals. En alguns casos, pot ocórrer en persones sanes durant el son en altes altituds. Pot passar en totes les formes d'encefalopatia metabòlica tòxica. És un símptoma de la intoxicació per monòxid de carboni, juntament amb el síncope o el coma. Aquest tipus de respiració es presenta sovint després de l'administració de morfina. També es presenta amb pacients terminals abans de morir.